# Jayden Oosterwolde
Jayden Quinn Oosterwolde (* 26. April 2001 in Zwolle) ist ein niederländisch-surinamischer Fußballspieler, der beim türkischen Club Fenerbahçe Istanbul unter Vertrag steht.

## Karriere
Oosterwolde ist ein 1,89 Meter großer Abwehrspieler und spielt primär als linker Außenverteidiger, er kann auch als Innenverteidiger und linker Außenmittelfeldspieler agieren.

### Vereine
Der in Zwolle geborene Oosterwolde begann seine fußballerische Ausbildung beim Zwolsche Athletische Club (Z.A.C.), bevor er im Jahr 2012 in die kooperative Jugendakademie FC Twente Enschede / Heracles Almelo wechselte. Dort stieg er in diversen Altersklassen zu einem talentierten linken Außenverteidiger auf und im Juni 2020 unterzeichnete er seinen ersten Vertrag bei FC Twente Enschede/Heracles Almelo U21, die als Reserve für beide Vereine auftritt. Ursprünglich als Bestandteil dieser Auswahl für die Saison 2020/21 eingeplant, boten ihm nach Probetrainings mit den ersten Mannschaften beide Vereine einen professionellen Vertrag an. Letztlich entschied er sich für den FC Twente, wo er im Juli 2020 einen Dreijahresvertrag unterzeichnete.
Am 1. Spieltag im September 2020 debütierte er beim 2:0-Heimsieg gegen Fortuna Sittard in der Eredivisie und bereitete sogleich ein Tor von Queensy Menig vor. In den nächsten Ligaspielen startete er regelmäßig und am 5. Spieltag im Oktober 2020 traf er beim 3:0-Auswärtssieg gegen Willem II Tilburg erstmals im Profibereich. Danach erlitt er im Januar 2021 eine Oberschenkelverletzung und fiel drei Wochen aus. Nach der Verletzung etablierte er sich wieder als Stammspieler in der linken Außenverteidigung und gegen Saisonende spielte er auch als Innenverteidiger. In der Hinrunde 2021/22 gehörte Oosterwolde zum Stammkader und kam mehrheitlich als Startelfspieler und Einwechselspieler zum Einsatz.
In der europäischen Wintertransferperiode 2022 wurde er im Januar 2022 an Parma Calcio 1913 verliehen und wechselte anschließend zur Saison 2022/23 fest zu dem Verein. Er kam bei den Parmaern in einem Jahr als linker Flügelspieler zum Einsatz, sowohl als Außenverteidiger und -mittelfeldspieler überwiegend in der Startelf. Bis zum Verlassen der Parmaer gehörte er in der Serie B zu den zehn erfolgreichsten Zweikampfspielern der Serie-B-Ligasaison an. Gegen Ende Januar 2023 wechselte Oosterwolde zum türkischen Erstligisten Fenerbahçe Istanbul und erhielt einen Viereinhalb-Jahresvertrag.

### Nationalmannschaft
Im November 2015 gehörte Oosterwolde zum erweiterten Kader der niederländischen U15-Junioren an, kam dabei zu keinem Einsatz. Im September 2020 gehörte er zum vorläufigen Kader der niederländischen U19-Junioren an für die Qualifikationsrunde der U19-Europameisterschaft 2021. Oosterwolde kam dabei zu keinem Einsatz, aufgrund der COVID-19-Pandemie in Europa fiel sowohl die Qualifikation und später auch das Endturnier aus. Im August 2021 wurde er erstmals für die niederländische U21-Nationalmannschaft nominiert und war für den 23-Mann-Kader für das Qualifikationsspiel der U21-Europameisterschaft im Folgemonat eingeplant, dabei fiel er verletzungsbedingt aus.